# Ramiro II van Aragón
Ramiro II van Aragón bijgenaamd de Monnik (24 april 1086 - Huesca, 16 augustus 1157) was van 1134 tot 1137 koning van Aragón. Hij behoorde tot het huis Jiménez.

## Levensloop
Hij was de jongste zoon van koning Sancho I van Aragón en diens gemalin Felicitas van Roucy. 
Als kind werd Ramiro door zijn vader in het benedictijnenklooster van Saint-Pons-de-Thomières geplaatst met de bedoeling om van hem een monnik te maken. Als monnik werd Ramiro erg gerespecteerd en hij werd verkozen tot abt van de Castiliaanse koninklijke abdij Santos Fecundo y Primitivo in Sahagún. Daarna werd Ramiro abt in de abdij San Pedro el Viejo in Huesca. Ook was hij kandidaat om bisschop van Burgos en bisschop van Pamplona te worden, maar deze kandidaturen werden geblokkeerd door zijn broer, koning Alfons I van Aragón. Dit kwam omdat Alfons de macht van Ramiro in de koninkrijken Aragón en Navarra wilde inperken.
Toen Ramiro in 1134 uiteindelijk tot bisschop van Barbastro-Roda verkozen werd, overleed zijn broer Alfons zonder nakomelingen na te laten. Hierdoor werd Ramiro een van de kandidaten om zijn broer op te volgen als koning van Aragón en Navarra. Een deel van de adel uit Aragón schoof echter ook koning Alfons VII van Castilië naar voor als kandidaat, maar als buitenlandse heerser kreeg hij weinig steun, en de adel van Navarra schoof Pedro de Atarés, wiens grootvader een buitenechtelijke zoon van koning Ramiro I van Aragón was, naar voor als koning van beide koninkrijken. Vervolgens kwam er in Borja een assemblee bijeen die de opvolging moest regelen. Hierbij werd Ramiro onder de naam Ramiro II tot koning van Aragón verkozen. De adel van Navarra was daar echter ontevreden mee en het koninkrijk Navarra besloot zich van Aragón af te splitsen. Daarop werd García Ramirez, een buitenechtelijke afstammeling uit het vroegere koninklijk huis van Navarra en beschermeling van koning Alfons VII van Castilië, tot koning van Navarra verkozen.
Nu Ramiro II koning van Aragón was geworden, moest hij zijn geestelijke loopbaan beëindigen. Zijn regering verliep echter tumultueus. In het begin van zijn regeerperiode had hij problemen met zijn edellieden. De adel had namelijk verwacht dat Ramiro volgzaam zou zijn en naar hun wensen zou luisteren, maar al snel bleek dit niet zo te zijn en was hij erg onbuigzaam tegenover de adel. 
Omdat Ramiro geen nakomelingen had, moest hij ook voor een troonopvolger zorgen. Daarop huwde hij in 1135 met Agnes van Aquitanië, dochter van hertog Willem IX van Aquitanië. Uit dit huwelijk zou een dochter geboren worden:
- Petronella (1135-1174), koningin van Aragón.

Toen zijn dochter twee jaar oud was, huwde Ramiro haar uit aan graaf Raymond Berengarius IV van Barcelona. Op 11 augustus 1137 werd het huwelijkscontract ondertekend, waarin Ramiro II zijn dochter aanduidde als troonopvolgster. In het geval dat Petronella zonder nakomelingen zou sterven, zou Aragón gaan naar Raymond Berengarius IV en diens eventuele kinderen bij andere vrouwen. Ook zou het graafschap Barcelona met het koninkrijk Aragón verenigd worden, wat als gebiedscompensatie voor het verlies van Navarra diende. 
Tijdens zijn driejarige regeerperiode moest Ramiro II ook een opstand van de adel onderdrukken. Omdat hij echter geen oorlogskoning wilde zijn, gaf hij de koninklijke autoriteit op 13 november 1137 over aan zijn schoonzoon Raymond Berengarius, die ook het hoofd van de koninklijke legers werd. Hiermee deed hij troonsafstand, maar toch bleef Ramiro tot aan zijn dood de titel van koning voeren. Ook trok hij zich terug uit het openbare leven en keerde hij als monnik terug naar de abdij San Pedro el Viejo in Huesca. Het was daar dat hij in augustus 1157 stierf en begraven werd.

## Voorouders
| Voorouders van Ramiro II van Aragón | Voorouders van Ramiro II van Aragón                              | Voorouders van Ramiro II van Aragón                              | Voorouders van Ramiro II van Aragón                              | Voorouders van Ramiro II van Aragón                              | Voorouders van Ramiro II van Aragón                                  | Voorouders van Ramiro II van Aragón                                  | Voorouders van Ramiro II van Aragón                           | Voorouders van Ramiro II van Aragón                           |
| ----------------------------------- | ---------------------------------------------------------------- | ---------------------------------------------------------------- | ---------------------------------------------------------------- | ---------------------------------------------------------------- | -------------------------------------------------------------------- | -------------------------------------------------------------------- | ------------------------------------------------------------- | ------------------------------------------------------------- |
| Overgrootouders                     | Sancho III van Navarra (994-1035) ∞ Sancha van Aybar (-)         | Sancho III van Navarra (994-1035) ∞ Sancha van Aybar (-)         | Bernard Rogier van Foix (962-1034) ∞ Gersendis van Bigorre (-)   | Bernard Rogier van Foix (962-1034) ∞ Gersendis van Bigorre (-)   | Hilduinus III van Montidier (-1063) ∞ Lasseline de Harcourt (975 -?) | Hilduinus III van Montidier (-1063) ∞ Lasseline de Harcourt (975 -?) | Ebles I van Roucy (-1033) ∞ Beatrice van Henegouwen (-)       | Ebles I van Roucy (-1033) ∞ Beatrice van Henegouwen (-)       |
| Grootouders                         | Ramiro I van Aragón (1006-1063) ∞ Gilberga van Comminges (-1054) | Ramiro I van Aragón (1006-1063) ∞ Gilberga van Comminges (-1054) | Ramiro I van Aragón (1006-1063) ∞ Gilberga van Comminges (-1054) | Ramiro I van Aragón (1006-1063) ∞ Gilberga van Comminges (-1054) | Hilduin IV van Montdidier (-1063) ∞ Alice de Roucy (-1054)           | Hilduin IV van Montdidier (-1063) ∞ Alice de Roucy (-1054)           | Hilduin IV van Montdidier (-1063) ∞ Alice de Roucy (-1054)    | Hilduin IV van Montdidier (-1063) ∞ Alice de Roucy (-1054)    |
| Ouders                              | Sancho I van Aragón (1043-1094) ∞ Felicitas van Roucy (-1123)    | Sancho I van Aragón (1043-1094) ∞ Felicitas van Roucy (-1123)    | Sancho I van Aragón (1043-1094) ∞ Felicitas van Roucy (-1123)    | Sancho I van Aragón (1043-1094) ∞ Felicitas van Roucy (-1123)    | Sancho I van Aragón (1043-1094) ∞ Felicitas van Roucy (-1123)        | Sancho I van Aragón (1043-1094) ∞ Felicitas van Roucy (-1123)        | Sancho I van Aragón (1043-1094) ∞ Felicitas van Roucy (-1123) | Sancho I van Aragón (1043-1094) ∞ Felicitas van Roucy (-1123) |
| Ramiro II van Aragón (1080-1147)    |                                                                  |                                                                  |                                                                  |                                                                  |                                                                      |                                                                      |                                                               |                                                               |